# Honeymoon-Rhinitis
Als Honeymoon-Rhinitis (englisch für „Flitterwochen-Nasenentzündung“) wird das gelegentlich beobachtete Phänomen bezeichnet, dass manche Menschen bei sexueller Erregtheit oder während des Geschlechtsverkehrs Symptome einer Rhinitis erfahren wie verstopfte Nase oder Niesen.
Es scheint eine genetische Veranlagung für das Symptom zu geben, welches auf Schwellkörper in der Nase zurückgeht, die bei sexueller Erregung als Nebeneffekt der damit verbundenen parasympathischen Aktivität anschwellen können. Ein ähnliches Phänomen erleben einige Menschen, die bei sexuellen Handlungen oder auch nur dem Gedanken an diese niesen müssen. Im Gegensatz zur sogenannten Honeymoon-Zystitis liegt hier keine Infektion vor.